# 255 f.Kr.

## Händelser

### Efter plats

#### Romerska republiken
- Slaget vid Adis (eller Adys) utkämpas nära staden med detta namn, 6,5 mil sydost om Karthago, mellan karthagiska styrkor och en romersk armé ledd av Marcus Atilius Regulus. Romarna tillfogar karthagerna ett förkrossande nederlag och de senare söker därför fred. De påföljande förhandlingarna mellan parterna leder till att Regulus kräver att Karthago skall kapitulera villkorslöst, avträda Sicilien, Korsika och Sardinien till Rom, överlåta sin flotta, betala ett krigsskadestånd och underteckna ett fördrag, som gör landet till en romersk vasall. Dessa villkor är så hårda, att karthagerna bestämmer sig för att fortsätta strida.
- Då karthagerna har blivit mäkta förargade över Regulus krav lejer de den spartanske legosoldaten Xanthippos för att han skall omorganisera deras armé. Den förbättrade karthagiska armén lyckas, under Xanthippos ledning, besegra romarna i det avgörande slaget vid Tunis och tillfångata deras ledare Marcus Atilius Regulus. En romersk flotta, som skickas att befria Regulus och hans trupper, lider skeppsbrott i en storm utanför Sicilien.

#### Egypten
- I det andra syriska kriget förlorar Ptolemaios II mark i Kilikien, Pamfylien och Jonien, medan Antiochos II återtar Miletos och Efesos. En fred sluts därefter mellan Antiochos och Ptolemaios, enligt vilken Antiochos skall gifta sig med Ptolemaios dotter Berenike Syra.

#### Baktrien
- Den seleukidiske satrapen Diodotos I av Baktrien gör uppror mot Antiochos II och grundar det Grekisk-baktriska kungariket.

#### Kina
- Zhou Hui Wangdi blir den siste tronkrävaren av den kinesiska Zhoudynastin.
- Qin Shi Huangdi blir den förste kungen av den kinesiska Qindynastin.

### Efter ämne

#### Astronomi
- Eratosthenes uppfinner armillarsfären, en modell av himmelssfären.